# Chelmonops
Chelmonops es un género de peces marinos, de la familia de los Chaetodontidae.
Sus dos especies son endémicas de las aguas templadas del sur de Australia, y no son migratorias. Asociadas a arrecifes rocosos y coralinos, son especies con poblaciones estables.

## Especies
El Registro Mundial de Especies Marinas acepta las siguientes especies en el género:
- Chelmonops curiosus Kuiter, 1986
- Chelmonops truncatus (Kner, 1859)

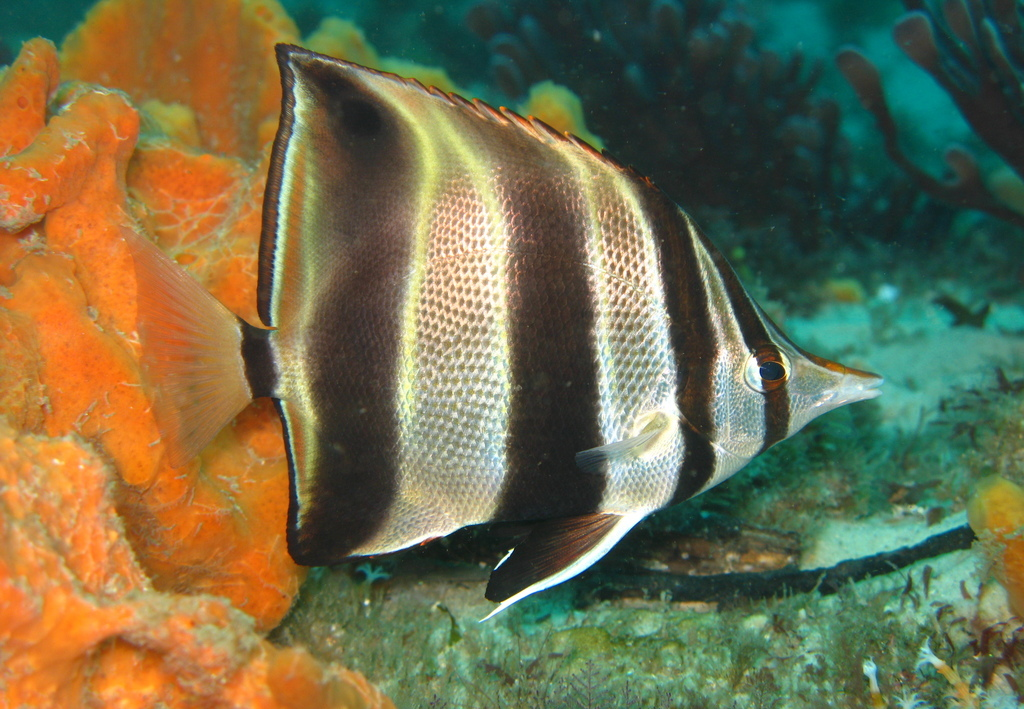
Chelmonops truncatus
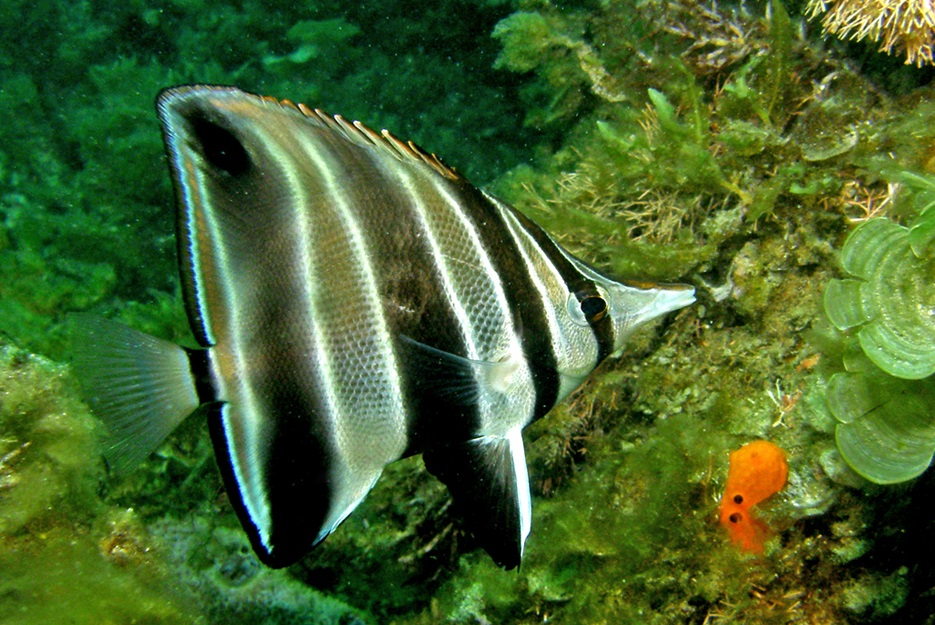
Chelmonops curiosus, con la boca más larga